# 长节珠
长节珠（学名：Parameria laevigata）是夹竹桃科长节珠属的植物。分布于印度尼西亚、马来西亚、老挝、菲律宾、印度、柬埔寨、缅甸以及中国大陆的云南等地，生长于海拔800米至1,500米的地区，多生在密林山谷潮湿地方、山地疏林中以及攀援大树上，目前尚未由人工引种栽培。

## 别名
节荚藤；赫当杜（云南少数民族名）；金丝杜仲（云南思茅）

## 异名
- Parameria laevigata (Juss.) Moldenke
- Parsonsia howii Tsiang